# Osamu Jamadži
Osamu Jamadži (31. srpen 1929 – 26. ledna 2021) byl japonský fotbalista.

## Klubová kariéra
Hrával za Sumitomo Metal.

## Reprezentační kariéra
Osamu Jamadži odehrál za japonský národní tým v roce 1954 celkem 1 reprezentační utkání.

## Statistiky
| Japonsko | Japonsko | Japonsko |
| Roky     | Záp.     | Góly     |
| -------- | -------- | -------- |
| 1954     | 1        | 0        |
| Celkem   | 1        | 0        |